# Миральяс, Кевин
Ке́вин Анто́нио Жоэ́ль Жислен Мира́льяс и Касти́льо (исп. Kevin Antonio Joel Gislain Mirallas y Castillo; родился 5 октября 1987 года в Льеже) — бельгийский футболист. Выступал на позиции крайнего нападающего. Наиболее известен по выступлениям за футбольный клуб «Эвертон» и национальную сборную Бельгии.

## Клубная карьера
Кевин Миральяс является воспитанником льежского «Стандарда», однако первым профессиональным клубом игрока стал французский «Лилль», в основном составе которого он дебютировал сезоне 2004/05. За «Лилль» футболист выступал на протяжении четырёх сезонов. За это время он принял участие в 95 матчах команды и отметился 12 забитыми мячами.
В 2008 году Миральяс перешёл в «Сент-Этьен», подписав четырёхлетний контракт. Впрочем, уже спустя два года игрок покинул клуб и на правах аренды перешёл в греческий «Олимпиакос». За два сезона в «Сент-Этьене» футболист сыграл в 69 матчах, в которых отметился лишь 5 голами.
Дебют игрока в греческом клубе состоялся 15 июля 2010 года в матче Лиги Европы против албанской команды «Беса», в которой «Олимпиакос» победил со счётом 5:0. Первые голы в составе красно-белых Миральяс забил 2 октября 2010 года в ворота «Олимпиакоса» из города Волос, отметившись дублем. Всего же в дебютном сезоне в Греции Миральяс забил 14 голов и стал вторым бомбардиром чемпионата, уступив лишь Джибрилю Сиссе, а его клуб стал чемпионом страны. Перед сезоном 2011/12 «Олимпиакос» выкупил у «Сент-Этьена» права на Миральяса. Этот сезон сложился для него ещё более удачно: с 20 забитыми голами он стал лучшим бомбардиром чемпионата, а «Олимпиакос» к титулу чемпиона Греции добавил и звание обладателя Кубка страны. Кроме того, в этом сезоне футболист сделал первые в своей профессиональной карьере хет-трик (в ворота «Левадиакоса») и покер (в ворота «Астераса»), а по итогам чемпионата был признан лучшим игроком турнира.
19 августа 2012 года английский футбольный клуб «Эвертон» объявил о подписании четырёхлетнего контракта с нападающим. Дебютировать в составе «ирисок» игроку удалось 25 августа в матче против «Астон Виллы», когда он вышел на замену во втором тайме. Через четыре дня футболист впервые вышел в стартовом составе «Эвертона» в матче Кубка Футбольной лиги против клуба «Лейтон Ориент» и отметился двумя голами и двумя результативными передачами. 22 сентября Кевин открыл счёт своим голам в английской Премьер-лиге, поразив ворота «Суонси Сити». Всего в своём дебютном сезоне в АПЛ бельгиец вышел на поле в 27 матчах и отметился 6 забитыми мячами. Ещё более удачным для Миральяса получился сезон 2013/14, когда в 32 матчах чемпионата Англии он забил 8 голов.
В сезоне 2014/15 Миральяс стал получать меньшее количество игрового времени в АПЛ, но несмотря на это сумел отметиться 7 голами в чемпионате. Летом 2015 года футболист продлил контракт с «Эвертоном» до 2019 года.
В зимнее трансферное окно сезона 2017/18 Миральяс ушел в аренду в «Олимпиакос».

## Карьера в сборной
Миральяс — наполовину испанец, наполовину валлон, выбрал для выступления на международном уровне сборную страны своего рождения.
Миральяс играл за различные юношеские и молодёжную сборные Бельгии. Летом 2008 года он участвовал в футбольном турнире Олимпийских игр в Пекине, где его команда заняла четвёртое место.
За главную сборную страны футболист выступает с 2007 года. Его дебют в сборной Бельгии состоялся 22 августа в матче против сборной Сербии, в котором Миральяс отметился голом.

## Достижения

### Командные
«Олимпиакос»
- Чемпионат Греции (2): 2010/11, 2011/12
- Обладатель Кубка Греции: 2011/12

### Личные
- Лучший бомбардир чемпионата Греции: 2011/12
- Автор лучшего гола ФК «Эвертон» в сезоне: 2012/13

## Статистика выступлений

### Клубная
| Клуб               | Сезон            | Лига | Лига | Кубки | Кубки | Еврокубки | Еврокубки | Прочее | Прочее | Итого | Итого |
| Клуб               | Сезон            | Игры | Голы | Игры  | Голы  | Игры      | Голы      | Игры   | Голы   | Игры  | Голы  |
| ------------------ | ---------------- | ---- | ---- | ----- | ----- | --------- | --------- | ------ | ------ | ----- | ----- |
| Лилль              | 2004/05          | 3    | 1    | 0     | 0     | 0         | 0         | 0      | 0      | 3     | 1     |
| Лилль              | 2005/06          | 15   | 1    | 2     | 0     | 2         | 0         | 0      | 0      | 19    | 1     |
| Лилль              | 2006/07          | 23   | 2    | 2     | 0     | 5         | 0         | 0      | 0      | 30    | 2     |
| Лилль              | 2007/08          | 35   | 6    | 2     | 1     | 0         | 0         | 0      | 0      | 37    | 7     |
| Лилль              | Итого            | 76   | 10   | 6     | 1     | 7         | 0         | 0      | 0      | 89    | 11    |
| Сент-Этьен         | 2008/09          | 30   | 3    | 2     | 0     | 8         | 1         | 0      | 0      | 40    | 4     |
| Сент-Этьен         | 2009/10          | 23   | 0    | 6     | 1     | 0         | 0         | 0      | 0      | 29    | 1     |
| Сент-Этьен         | Итого            | 53   | 3    | 8     | 1     | 8         | 1         | 0      | 0      | 69    | 5     |
| Олимпиакос (Пирей) | 2010/11          | 27   | 14   | 3     | 0     | 3         | 0         | 0      | 0      | 33    | 14    |
| Олимпиакос (Пирей) | 2011/12          | 25   | 20   | 3     | 0     | 10        | 0         | 0      | 0      | 38    | 20    |
| Олимпиакос (Пирей) | Итого            | 52   | 34   | 6     | 0     | 13        | 0         | 0      | 0      | 71    | 34    |
| Эвертон            | 2012/13          | 27   | 6    | 6     | 3     | 0         | 0         | 0      | 0      | 33    | 9     |
| Эвертон            | 2013/14          | 32   | 8    | 5     | 0     | 0         | 0         | 0      | 0      | 37    | 8     |
| Эвертон            | 2014/15          | 29   | 7    | 2     | 1     | 5         | 3         | 0      | 0      | 36    | 11    |
| Эвертон            | 2015/16          | 23   | 4    | 7     | 2     | 0         | 0         | 0      | 0      | 30    | 6     |
| Эвертон            | 2016/17          | 20   | 3    | 2     | 0     | 0         | 0         | 0      | 0      | 22    | 3     |
| Эвертон            | Итого            | 131  | 28   | 22    | 6     | 5         | 3         | 0      | 0      | 158   | 37    |
| Всего за карьеру   | Всего за карьеру | 312  | 75   | 42    | 8     | 33        | 4         | 0      | 0      | 387   | 87    |

### Матчи за сборную
| Матчи и голы Миральяса за сборную Бельгии | Матчи и голы Миральяса за сборную Бельгии | Матчи и голы Миральяса за сборную Бельгии | Матчи и голы Миральяса за сборную Бельгии | Матчи и голы Миральяса за сборную Бельгии | Матчи и голы Миральяса за сборную Бельгии |
| ----------------------------------------- | ----------------------------------------- | ----------------------------------------- | ----------------------------------------- | ----------------------------------------- | ----------------------------------------- |
| №                                         | Дата                                      | Оппонент                                  | Счёт                                      | Голы                                      | Соревнование                              |
| 1                                         | 22 августа 2007                           | Сербия                                    | 3-2                                       | 1                                         | Отборочные матчи ЧЕ-2008                  |
| 2                                         | 12 сентября 2007                          | Казахстан                                 | 2-2                                       | 1                                         | Отборочные матчи ЧЕ-2008                  |
| 3                                         | 13 октября 2007                           | Финляндия                                 | 0-0                                       | -                                         | Отборочные матчи ЧЕ-2008                  |
| 4                                         | 17 октября 2007                           | Армения                                   | 3-0                                       | -                                         | Отборочные матчи ЧЕ-2008                  |
| 5                                         | 17 ноября 2007                            | Польша                                    | 0-2                                       | -                                         | Отборочные матчи ЧЕ-2008                  |
| 6                                         | 21 ноября 2007                            | Азербайджан                               | 1-0                                       | -                                         | Отборочные матчи ЧЕ-2008                  |
| 7                                         | 26 марта 2008                             | Марокко                                   | 1-4                                       | -                                         | Товарищеский матч                         |
| 8                                         | 30 мая 2008                               | Италия                                    | 1-3                                       | -                                         | Товарищеский матч                         |
| 9                                         | 6 сентября 2008                           | Эстония                                   | 3-2                                       | -                                         | Отборочные матчи ЧМ-2010                  |
| 10                                        | 19 ноября 2008                            | Люксембург                                | 1-1                                       | 1                                         | Товарищеский матч                         |
| 11                                        | 11 февраля 2009                           | Словения                                  | 2-0                                       | -                                         | Товарищеский матч                         |
| 12                                        | 28 марта 2009                             | Босния и Герцеговина                      | 2-4                                       | -                                         | Отборочные матчи ЧМ-2010                  |
| 13                                        | 1 апреля 2009                             | Босния и Герцеговина                      | 1-2                                       | -                                         | Отборочные матчи ЧМ-2010                  |
| 14                                        | 12 августа 2009                           | Чехия                                     | 1-3                                       | -                                         | Товарищеский матч                         |
| 15                                        | 5 сентября 2009                           | Испания                                   | 0-5                                       | -                                         | Отборочные матчи ЧМ-2010                  |
| 16                                        | 9 сентября 2009                           | Армения                                   | 1-2                                       | -                                         | Отборочные матчи ЧМ-2010                  |
| 17                                        | 10 октября 2009                           | Турция                                    | 2-0                                       | -                                         | Отборочные матчи ЧМ-2010                  |
| 18                                        | 14 ноября 2009                            | Венгрия                                   | 3-0                                       | 1                                         | Товарищеский матч                         |
| 19                                        | 17 ноября 2009                            | Катар                                     | 2-0                                       | -                                         | Товарищеский матч                         |
| 20                                        | 19 мая 2010                               | Болгария                                  | 2-1                                       | -                                         | Товарищеский матч                         |
| 21                                        | 7 сентября 2010                           | Турция                                    | 2-3                                       | -                                         | Отборочные матчи ЧЕ-2012                  |
| 22                                        | 25 марта 2011                             | Австрия                                   | 2-0                                       | -                                         | Отборочные матчи ЧЕ-2012                  |
| 23                                        | 11 ноября 2011                            | Румыния                                   | 2-1                                       | -                                         | Товарищеский матч                         |
| 24                                        | 15 ноября 2011                            | Франция                                   | 0-0                                       | -                                         | Товарищеский матч                         |
| 25                                        | 29 февраля 2012                           | Греция                                    | 1-1                                       | -                                         | Товарищеский матч                         |
| 26                                        | 25 мая 2012                               | Черногория                                | 2-2                                       | 1                                         | Товарищеский матч                         |
| 27                                        | 2 июня 2012                               | Англия                                    | 0-1                                       | -                                         | Товарищеский матч                         |
| 28                                        | 15 августа 2012                           | Нидерланды                                | 4-2                                       | -                                         | Товарищеский матч                         |
| 29                                        | 7 сентября 2012                           | Уэльс                                     | 2-0                                       | -                                         | Отборочные матчи ЧМ-2014                  |
| 30                                        | 11 сентября 2012                          | Хорватия                                  | 1-1                                       | -                                         | Отборочные матчи ЧМ-2014                  |
| 31                                        | 12 октября 2012                           | Сербия                                    | 3-0                                       | 1                                         | Отборочные матчи ЧМ-2014                  |
| 32                                        | 16 октября 2012                           | Шотландия                                 | 2-0                                       | -                                         | Отборочные матчи ЧМ-2014                  |
| 33                                        | 6 февраля 2013                            | Словакия                                  | 2-1                                       | -                                         | Товарищеский матч                         |
| 34                                        | 26 марта 2013                             | Македония                                 | 1-0                                       | -                                         | Отборочные матчи ЧМ-2014                  |
| 35                                        | 30 мая 2013                               | США                                       | 4-2                                       | 1                                         | Товарищеский матч                         |
| 36                                        | 7 июня 2013                               | Сербия                                    | 2-1                                       | -                                         | Товарищеский матч                         |
| 37                                        | 14 августа 2013                           | Франция                                   | 0-0                                       | -                                         | Товарищеский матч                         |
| 38                                        | 6 сентября 2013                           | Шотландия                                 | 2-0                                       | 1                                         | Отборочные матчи ЧМ-2014                  |
| 39                                        | 11 октября 2013                           | Хорватия                                  | 2-1                                       | -                                         | Отборочные матчи ЧМ-2014                  |
| 40                                        | 15 октября 2013                           | Уэльс                                     | 1-1                                       | -                                         | Отборочные матчи ЧМ-2014                  |
| 41                                        | 14 ноября 2013                            | Колумбия                                  | 0-2                                       | -                                         | Товарищеский матч                         |
| 42                                        | 19 ноября 2013                            | Япония                                    | 2-3                                       | 1                                         | Товарищеский матч                         |
| 43                                        | 5 марта 2014                              | Кот-д’Ивуар                               | 2-2                                       | -                                         | Товарищеский матч                         |
| —                                         | 26 мая 2014                               | Люксембург                                | 5-1                                       | -                                         | Товарищеский матч                         |
| 44                                        | 7 июня 2014                               | Тунис                                     | 1-0                                       | -                                         | Товарищеский матч                         |
| 45                                        | 22 июня 2014                              | Россия                                    | 1-0                                       | -                                         | Финальные матчи ЧМ-2014                   |
| 46                                        | 26 июня 2014                              | Республика Корея                          | 1-0                                       | -                                         | Финальные матчи ЧМ-2014                   |
| 47                                        | 1 июля 2014                               | США                                       | 2-1                                       | -                                         | Финальные матчи ЧМ-2014                   |
| 48                                        | 5 июля 2014                               | Аргентина                                 | 0-1                                       | -                                         | Финальные матчи ЧМ-2014                   |
| 49                                        | 4 сентября 2014                           | Австралия                                 | 2-0                                       | -                                         | Товарищеский матч                         |

Итого: 49 матчей / 9 голов; 26 побед, 10 ничьих, 13 поражений.